# Louis Nicolas du Muy

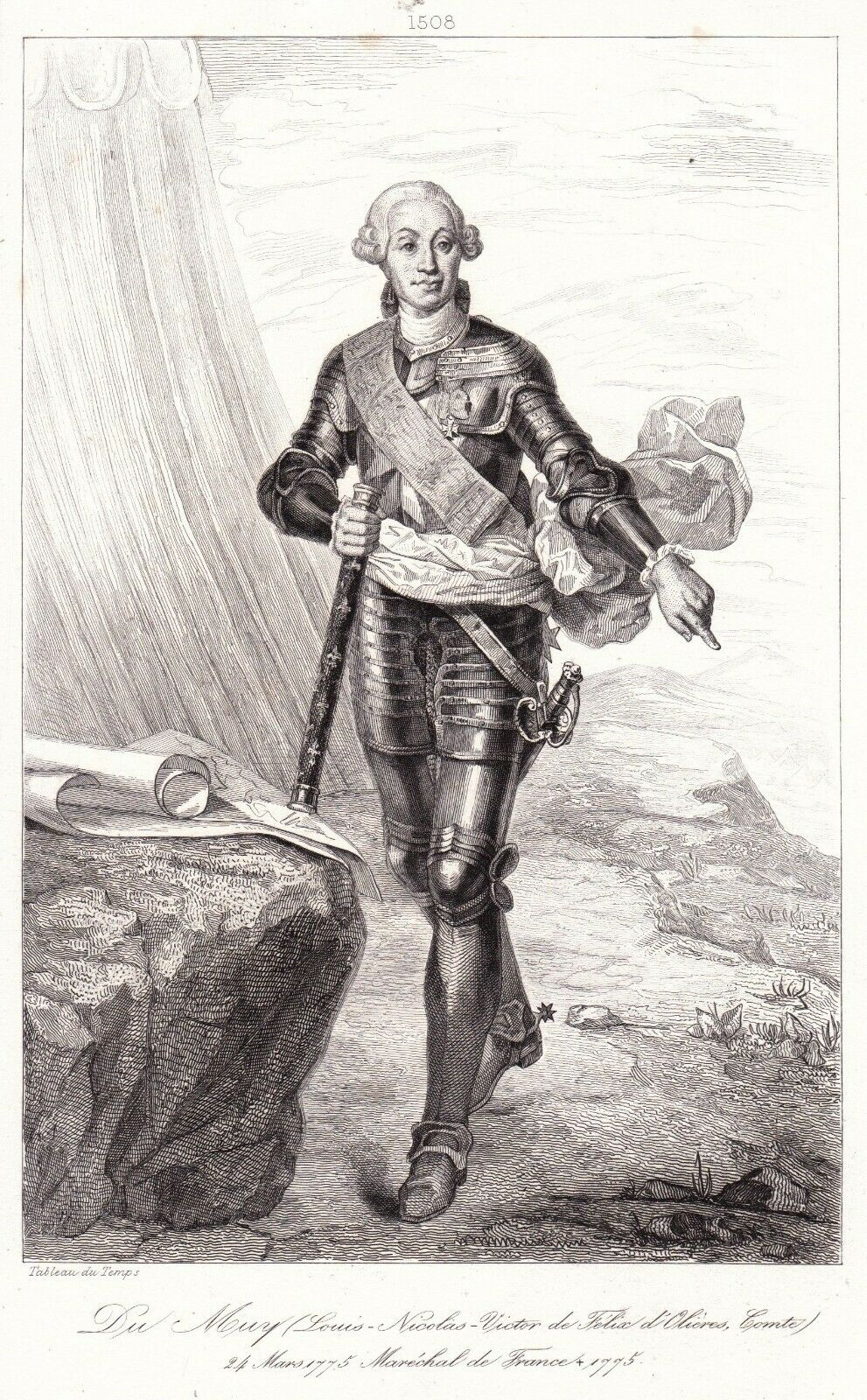

Louis Nicolas Victor de Félix d'Ollières, conte di Muy e di Grignan (Aix-en-Provence, 23 settembre 1711 – Versailles, 10 ottobre 1775), è stato un generale francese, maresciallo di Francia nel 1775.

## Biografia
Di nobile famiglia originaria della Provenza, fu menin del Delfino Luigi Ferdinando di Borbone, figlio di Luigi XV e fu confidente di quest'ultimo, che lo avrebbe creato successivamente pari di Francia e maresciallo di Francia. Servì come ufficiale delle armate regie durante la guerra dei sette anni, e poi come colonnello di un reggimento di cavalleria agli ordini di Maurizio di Sassonia, con il quale partecipò alla battaglia di Fontenoy contro le truppe britanniche e ad altri scontri con l'esercito del duca di Cumberland nelle Fiandre.
Successivamente fece parte dell'entourage del duca di Choiseul, incoraggiando le spedizioni francesi in India contro gli inglesi, come quelle del de Lally-Tollendal. Successivamente si dimostrò un buon patrono per le spedizioni dei navigatori francesi nell'Oceano Indiano e nell'Oceano Pacifico, patrocinando Kerguelen, Dufresne e Bouganville presso Choiseul e la corte.
Nel 1774 fu nominato da Luigi XVI Segretario di Stato della Guerra, grazie alla benevole influenza del potente Jean-Frédéric Phélypeaux de Maurepas succedendo a Emmanuel Armand de Vignerot du Plessis. Nel 1775 fu nominato maresciallo di Francia e morì nello stesso anno; prima di morire chiese di essere sepolto accanto a Luigi Ferdinando a Sens. Inoltre era stato cavaliere dell'Ordine dello Spirito Santo e dell'Ordine di San Luigi.